# C.A.E. Muller-Thijm
Catharina Antonia Elisabeth Muller-Thijm (Amsterdam, 16 september 1831 - Zwolle, 27 november 1912) was een Nederlandse schaakster. Ze was voortrekker van het vrouwenschaak aan het einde van de 19e-eeuwse Nederlandse schaakwereld en werd in 1898 de eerste Nederlandse schaakkampioene.

## Levensloop
Catharina Antonia Elisabeth werd in 1831 te Amsterdam geboren als dochter van Petrus Joannes Franciscus Thijm (1795-1868) en Anna Maria Bouvy (1793-1859).

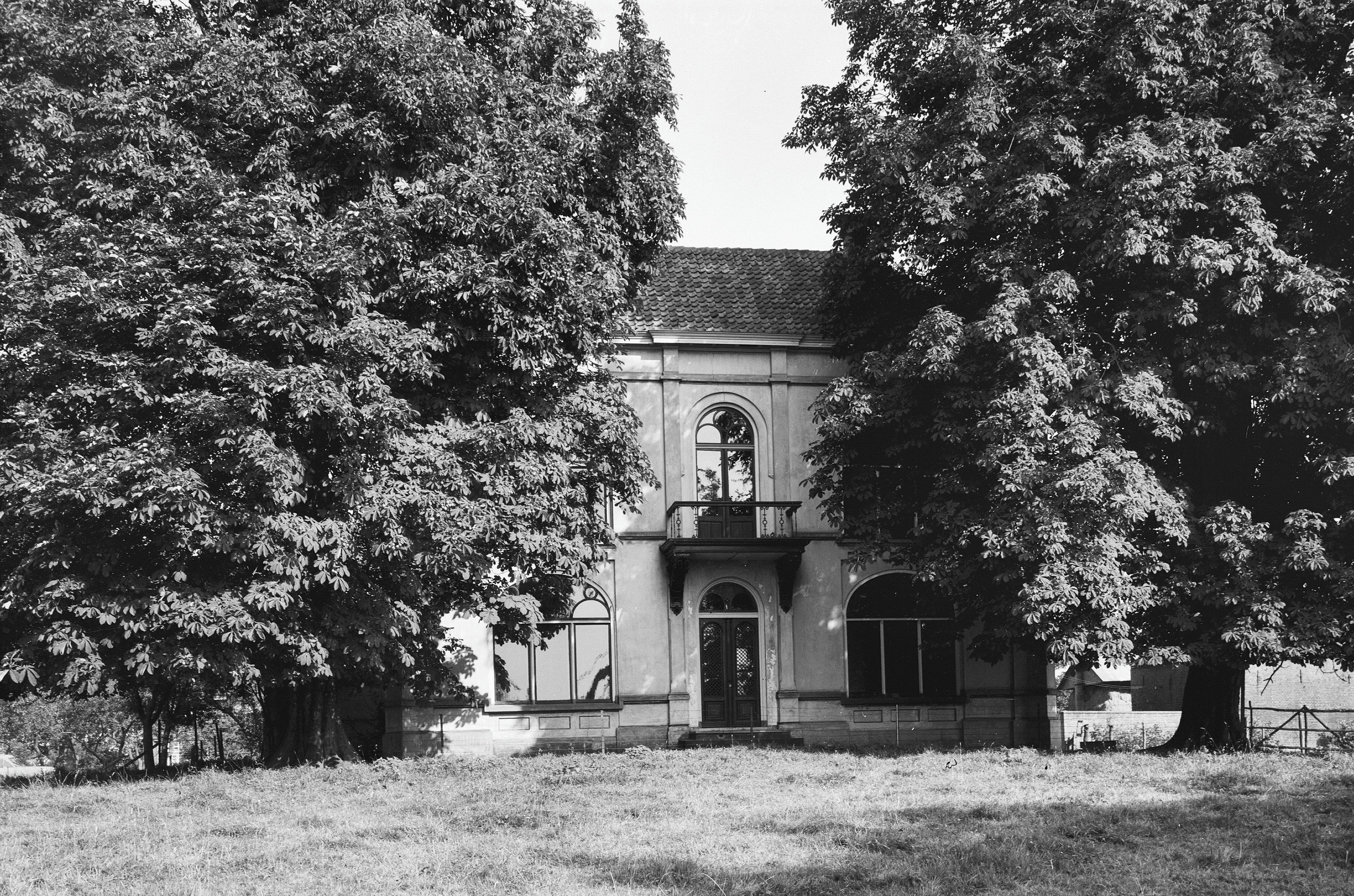
Villa 'Het Slot'. De Mullers hebben hier maar korte tijd van kunnen genieten.

Ze trouwde in 1857 met Dr. Lambert Fredericus Anthonius Muller (1821-1867). Ze kregen vier kinderen.
In de jaren 1860 vestigde het gezin zich op een landgoed in Wijhe, nabij Zwolle, alwaar ze in 1865 een statige villa bouwden die onder de naam 'Het Slot' bekend werd.
Na het overlijden van haar echtgenoot in 1867 werd het huis verkocht en verhuisde weduwe Muller-Thijm naar Zutphen.

### Schaakcarrière
Aan het einde van de negentiende eeuw begon de weduwe Muller-Thijm naam te maken als de drijvende kracht van de definitieve opkomst van het vrouwenschaak in Nederland: ze richtte in 1897 in Zutphen de damesschaakvereniging Door Oefening Vooruit (1897-1900) op. Dat was overigens niet de eerste in Nederland; dat was een vereniging ruim drie decennia eerder, maar die was maar een kort leven beschoren omdat de Nederlandse schaakwereld toen nog niet klaar was voor vrouwenschaak.

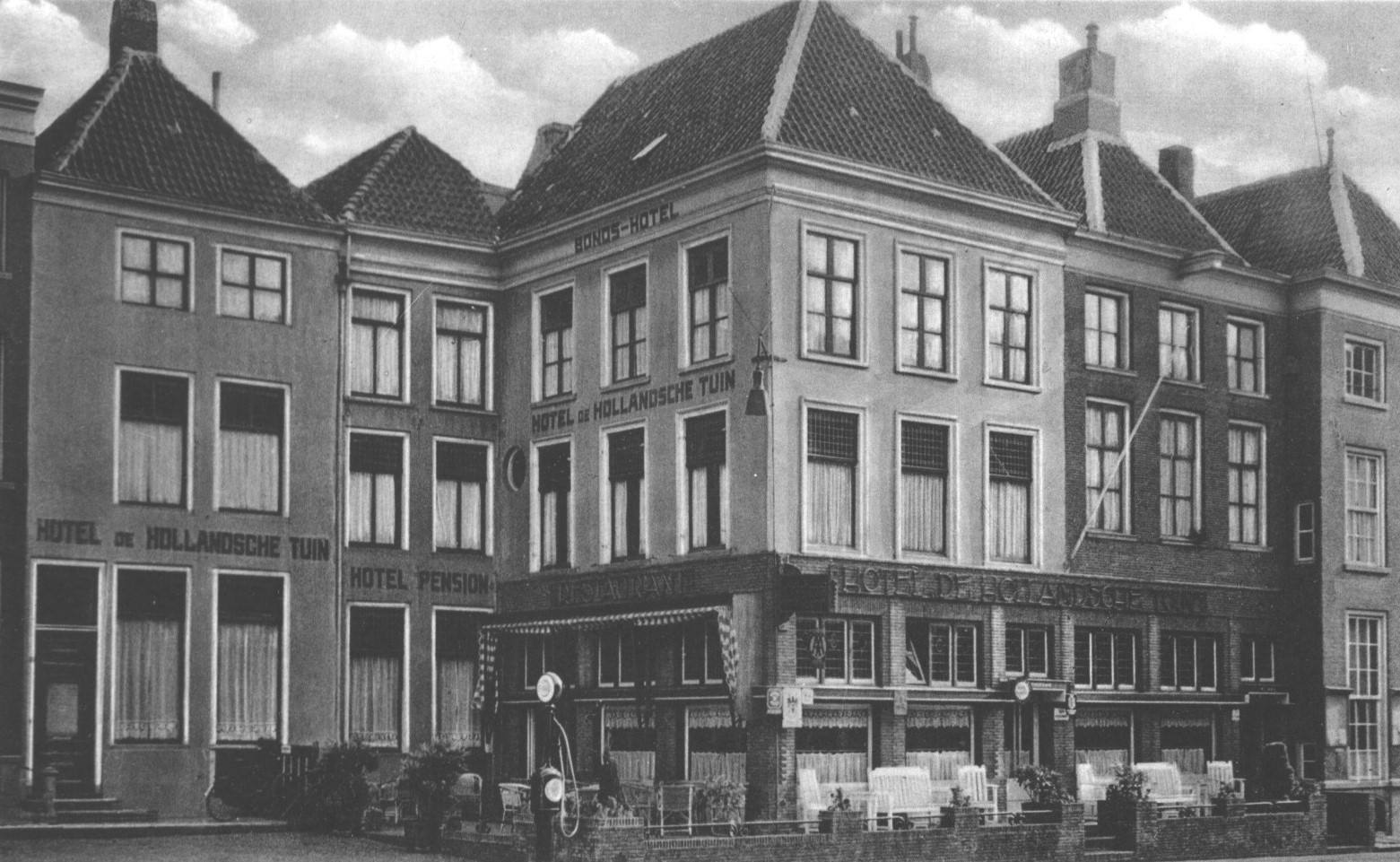
Hotel 'De Hollandsche Tuin' anno 1914, thuisbasis van Door Oefening Vooruit.

De leden van Door Oefening Vooruit kwamen wekelijks bij Muller-Thijm thuis samen. Muller-Thijm kreeg uitgebreid de gelegenheid in diverse dagbladen en in het bondsblad het damesschaak te propageren. In 1896 verscheen een artikel in het Tijdschrift van de Nederlandse schaakbond van haar hand, waarin ze vrouwen tot schaken probeerde aan te zetten met argumenten die een eeuw later niet van de tijd geweest zouden zijn geweest, maar die toendertijd effectief bleken:
- Indien de echtgenoot voor zijn werk op een geïsoleerde locatie terechtkomt, zou het goed zijn dat de vrouw/dochter het schaakspelletje kent opdat zij haar echtgenoot/vader aangenaam kan vergezellen met een schaakpartijtje.

- Het schaakspel is een uitstekende vorm van hersengymnastiek dat helpt om de geest tot hoge leeftijd fit te houden.
- Het spel helpt tegen de verveling bij ouderdom.
- Als het schaken algemener wordt beoefend, zal er behoefte komen aan meer onderwijzeressen in het schaken. Dit geeft de dames uit de deftige, maar vaak onbemiddelde stand een manier om als schaakleraressen een welkome bijverdienste te krijgen.

Om nog enige cachet te geven aan haar betoog sloot ze het uitgebreide wervingsartikel af met een bekende anekdote over hoe een verloofde haar geliefde van de guillotine redt door Robespierre in een schaakpartij in het fameuze schaakcafé de la Régence te Parijs te verslaan.
Alleen al in Zutphen steeg het aantal deelnemers na de publicaties binnen een jaar tijd van tien leden die wekelijks bij Muller-Thijm thuiskomen om zich in het schaakspel te bekwamen naar achttien deelnemers voor een onderling toernooi. Het aantal bleek zo groot dat men genoodzaakt was van Muller-Thijms huis naar het Hotel De Hollandsche Tuin in Zutphen te verhuizen.
Binnen korte tijd ontstaan er ook Damesschaakverenigingen in Utrecht ("Damesschaakvereeniging" (1897 - 1915), met steun van Schaakclub Utrecht), Groningen en Den Haag.

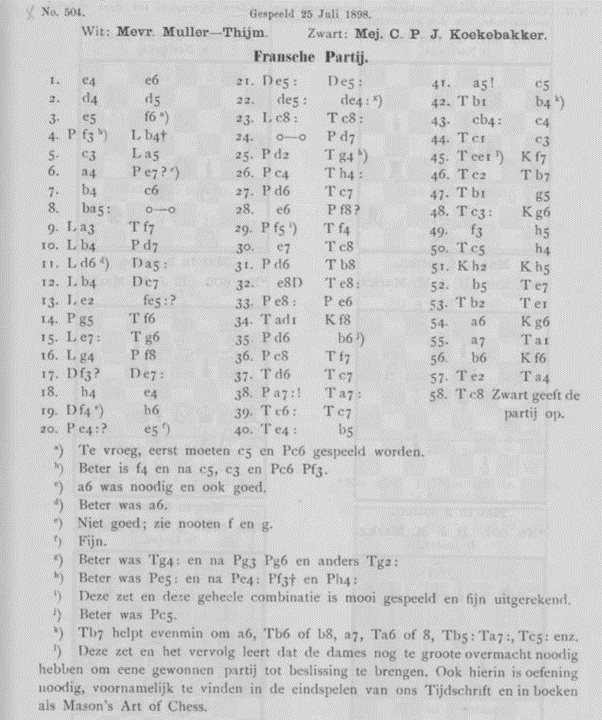
De partij van Muller-Thijm met C.Koekebakker gespeeld gedurende de nationale dameswedstrijd van 1898.

In de zomer van 1898 werd in Den Haag de eerste nationale Dames-Schaakwedstrijd in Nederland gehouden. Muller-Thijm werd de winnaar en daarmee Nederlands eerste schaakkampioene. Hendrica Jansen, van de Utrechtse Damesschaakvereniging werd runner-up. De partij van Muller-Thijm met C.Koekebakker die toen gespeeld werd was de enige correct genoteerde partij gedurende de eerste nationale damesschaakwedstrijd in de Nederlandse historie - notatieplicht voor de dames werd pas het volgende jaar ingevoerd. Het was dan ook de enige partij uit deze wedstrijd die - met commentaar - in de Tijdschrift van den Nederlandsche schaakbond werd gepubliceerd.
Ter viering van het vijfentwintigjarige bestaan van de Nederlandse schaakbond, werd datzelfde jaar ook een "Kleinen Jubileum-Wedstrijd" gespeeld in De Hollandsche Tuin. Muller-Thijm werd hier vijfde achter respectievelijk J.H. Goud, Arnhem; plaatsgenoot mej. J.A. Willemsen, J.J. Kleinhoonte, Arnhem, en plaatsgenoot B. Snatager.
In 1901 is "Mevr. de Wed. Dr. L.F.A. Muller-Thijm" terug te vinden in het boekje Middenspel van de hand van W. Muntjewerff, alwaar ze aanbevelingen doet tezamen met andere personen van statuur, zoals Abraham Speijer, J.P. Runsink, Arnold van Foreest, Dirk Bleijkmans, Rudolf Loman en H. Mendes da Costa. Ook de dames A. Koekebakker en C.P.J. Koekebakker staan tussen deze namen. Hoewel deze dames niet het schaakniveau van Muller-Thijm, Suze Splinter, of Hendrica Jansen haalden, traden ze destijds geregeld met schaaksuccesjes op de voorgrond.

### Na het schaken
Kort in de twintigste eeuw is van Muller-Thijm niets meer te vernemen in de literatuur van de schaakwereld. Muller-Thijm is dan de zeventig gepasseerd.
Ze was terug in Zwolle toen ze in 1912 op tweeëntachtig jarige leeftijd overleed.